# Blok 29 (Nový Bělehrad)
Blok 29 (v srbské cyrilici Блок 29) je komplex obytných staveb v Novém Bělehradě, v srbské metropoli Bělehrad. Vznikla na konci 60. let podle návrhu architekta Mihaila Čanaka v brutalistickém stylu. Na severu jej vymezuje ulice Bulevar Zorana Đinđića, na západě Bulevar umetnosti, na jihu bývalá Dálnice Bratrství a jednoty a na východě ulice Španskih boraca.
Objekty bloku 29 byly na rozdíl od zbytku Nového Bělehradu budovány se smíšeným využitím (částečně jako klasické obytné byty, částečně jako byty pro příslušníky armády). Celá oblast byla plánována jako centrální část sídliště Nový Bělehrad..
Původní blok, který tvořilo deset několikapatrových budov, obklopujících park, byl na přelomu 20. a 21. století rozšířen o nové budovy.